# پدرو گونزالز گونزالز
پدرو گونزالز گونزالز (انگلیسی: Pedro Gonzalez Gonzalez؛ ۲۴ مهٔ ۱۹۲۵ – ۶ فوریهٔ ۲۰۰۶) یک هنرپیشه اهل ایالات متحده آمریکا بود.
از فیلم‌های او می‌توان به به طور کامل، روبی کایرو اشاره نمود.